# Döblinger Hauptstraße

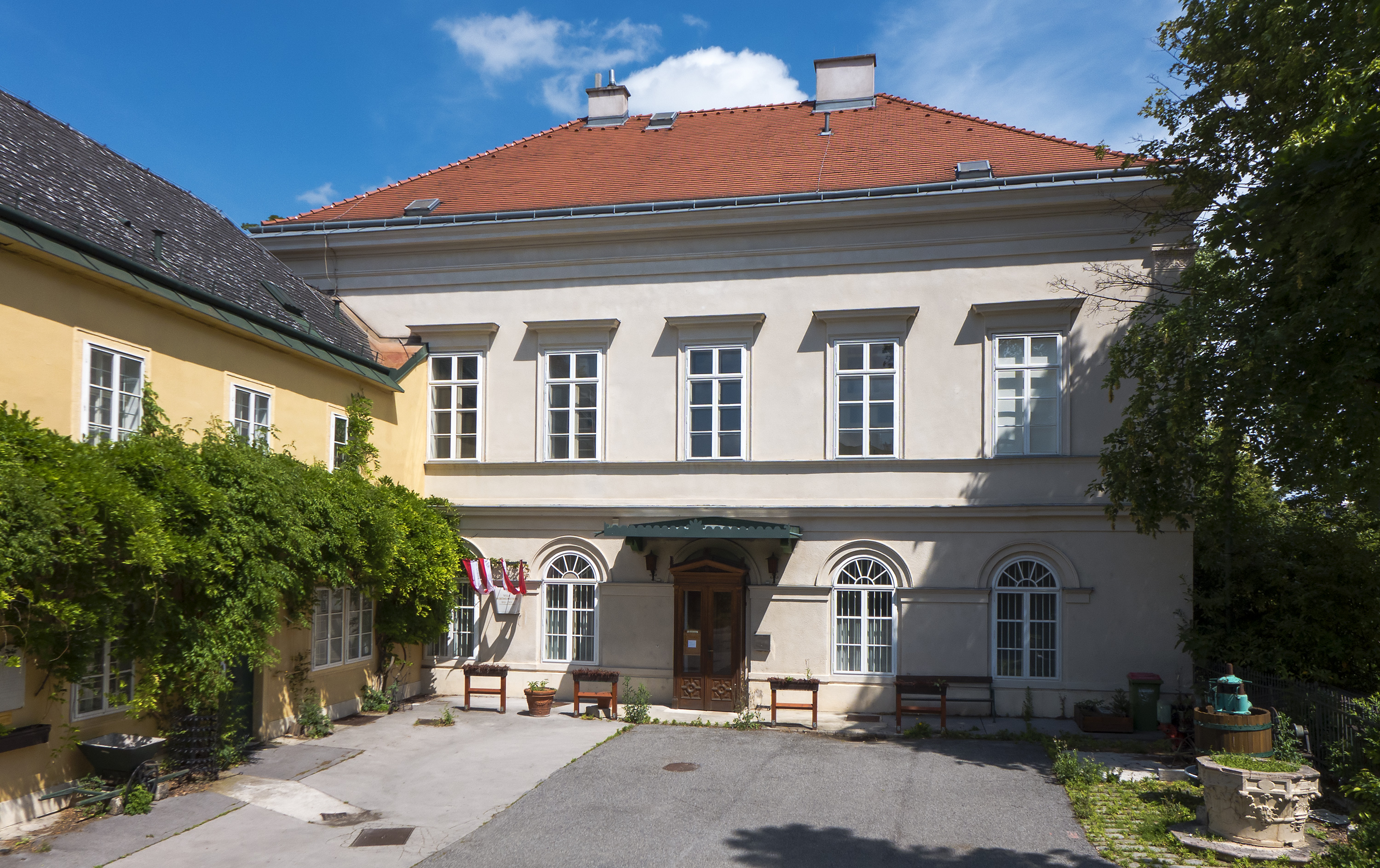
Die Villa Wertheimstein beherbergt das Bezirksmuseum

Die Döblinger Hauptstraße befindet sich im 19. Wiener Gemeindebezirk Döbling. Sie ist eine der Hauptverkehrswege des Bezirks.

## Geschichte
Die Döblinger Hauptstraße folgt dem Verlauf einer römischen Limesstraße, wobei sich im Bereich zwischen Hofzeile und Wertheimsteinpark eine slawische Siedlung befand, die urkundlich 1114 als Teopilic bzw. Toplice genannt wurde. Die ursprünglich „Auf der Osterleiten“ genannte Straße war bis zum Beginn des 19. Jahrhunderts nur bis zur Hardtgasse verbaut, wobei sich der Straßenname um 1800 in Hofzeile geändert hatte. In der Folge änderte sich der Straßenname in Hauptgasse und später in Hauptstraße. Nach der Eingemeindung der Vororte Oberdöbling und Unterdöbling sowie weiterer Vororte und der Bildung des Bezirks Döbling erfolgte 1894 die Umbenennung der Straße in „Döblinger Hauptstraße“. Dies war notwendig, da durch die Eingemeindung dutzender Vororte verschiedene Hauptstraßen zu Wien gekommen waren.

## Lage und Charakteristik

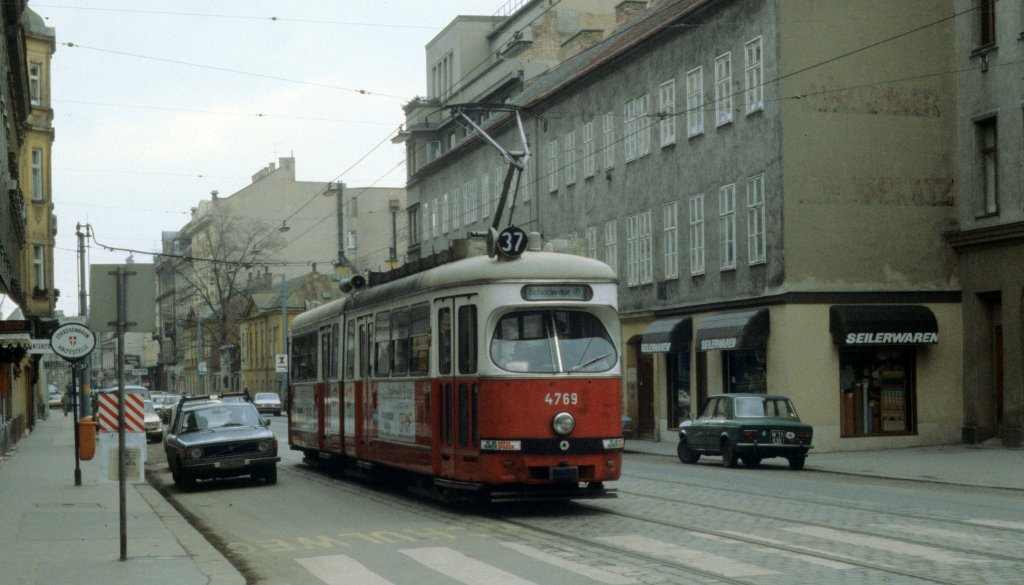
Zug der Straßenbahnlinie 37 in der Döblinger Hauptstraße (1980)

Die Döblinger Hauptstraße bildet die Verlängerung der Nußdorfer Straße ab der Querung des Döblinger Gürtels. Vom Döblinger Gürtel, der Grenze zwischen dem 9. und 19. Bezirk, verläuft die Döblinger Hauptstraße in nordnordwestlicher Richtung und knickt kurz nach der Einmündung der Billrothstraße nach Nordnordost ab. Die Straße verläuft in der Folge gerade bis zur Pokornygasse und verläuft dann im Wesentlichen in nördlicher Richtung bis zur Kreuzung mit der Ruthgasse bzw. Barawitzkagasse. Ab hier bildet die Hohe Warte die Fortsetzung der Döblinger Hauptstraße.
Die Döblinger Hauptstraße ist gemischt und mit unterschiedlicher Geschoßzahl verbaut, wobei sich hier vor allem nachhistoristische und secessionistische Zinshäuser aus der Zeit um 1900 bis 1910 befinden. Diese Zeilenverbände sind jedoch von streng- und späthistoristischen Gebäuden durchsetzt, wobei man auch, zumeist aus der Baulinie vortretende und niedriger ausgeführte, Gebäude aus josephinischer, biedermeierlicher und frühhistoristischer Zeit vorfindet.
Die Straßenbahnlinie 37 verläuft auf ihrem Weg von der Station Schottentor bis zur Hohen Warte über die gesamte Länge der Döblinger Hauptstraße. Auch die Straßenbahnlinie 38 sowie die Buslinie 35A werden über das kurze Stücke der Döblinger Hauptstraße von der Einmündung der Billrothstraße bis zum Döblinger Gürtel geführt. Kurz vor dem Ende der Döblinger Hauptstraße überquert die Straße zudem die Vorortelinie (S45), in diesem Bereich befand sich die 1932 aufgelassene Haltestelle Unter-Döbling der ehemaligen Wiener Dampfstadtbahn.

## Verbauung

### Nr. 1 Arthur-Schnitzler-Hof

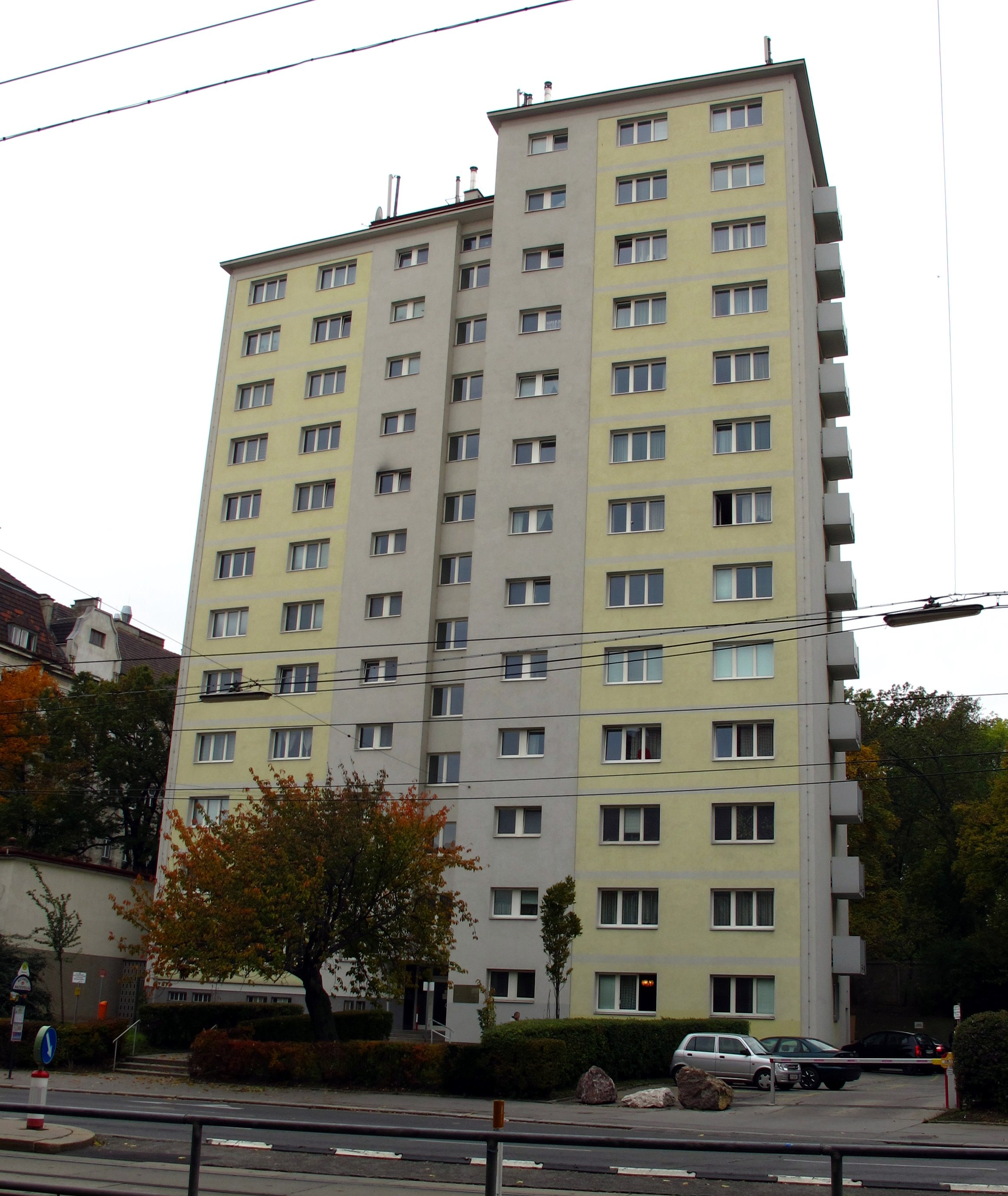
Arthur-Schnitzler-Hof

Der Gemeindebau Arthur-Schnitzler-Hof wurde zwischen 1959 und 1960 nach Plänen der Architekten Michel Engelhart und Alois Machatschek errichtet und umfasst 47 Wohnungen. Ursprünglich gehörte das Grundstück der Wohnanlage zum Jüdischen Friedhof Währing, dass jedoch nach der Enteignung der Israelitischen Kultusgemeinde Wien durch die Nationalsozialisten 1942 in den Besitz der Stadt Wien überging. Den durch Aushubarbeiten zerstörte Friedhofsteil musste die Kultusgemeinde in den 1950er Jahren an die Stadt Wien abtreten, die daraufhin mit dem 13-stöckigen Arthur Schnitzler-Hof die bisher höchste Wohnanlage errichtete. Der Baukörper besteht dabei aus zwei in ihrer Höhe und Lage verschobenen Gebäudeteilen, die durch ein gemeinsames Stiegenhaus verbunden wurden.

### Nr. 13–13A Miethaus
Das Miethaus wurde 1910 nach Plänen von Cajetan Miserowsky errichtet. Es besitzt Eckaufsätze und einen Fassadendekor im Neoempire-Stil. Des Weiteren wurde die Fassade mittels Kolonnade, Eckerker und Mansarddach sowie mit einem Vestibül mit Oberlicht akzentuiert.

### Nr. 15–17 Miethaus
Das Miethaus wurde wie das benachbarte Miethaus mit Neoempire-Dekor und Eckaufsätzen errichtet, entstand jedoch bereits 1904 nach Plänen von Barak & Czada als Straßenhofmit überkuppelten Eckachsen. Die Fassade wurde wie beim Nebengebäude mit Erkern akzentuiert, zudem schmücken Giebel und ein Pfeilerzaun mit Vasenaufsätzen die Ansicht zur Straße. Der Rückentrakt wurde übergiebelt und ist in Loggien geöffnet.

### Nr. 52 Wohnhausanlage
Die Wohnhausanlage neben der Herrenhaus-Kellerei wurde 1930 nach Plänen von Leo Kammel erbaut. Die Wohnhausanlage besitzt eine kubisch-sachliche Struktur, wobei überhöhte Eckachsen und Gitterbalkone zur Akzentuierung der Fassadengliederung eingesetzt wurden.

### Nr. 54 Herrenhaus-Kellerei

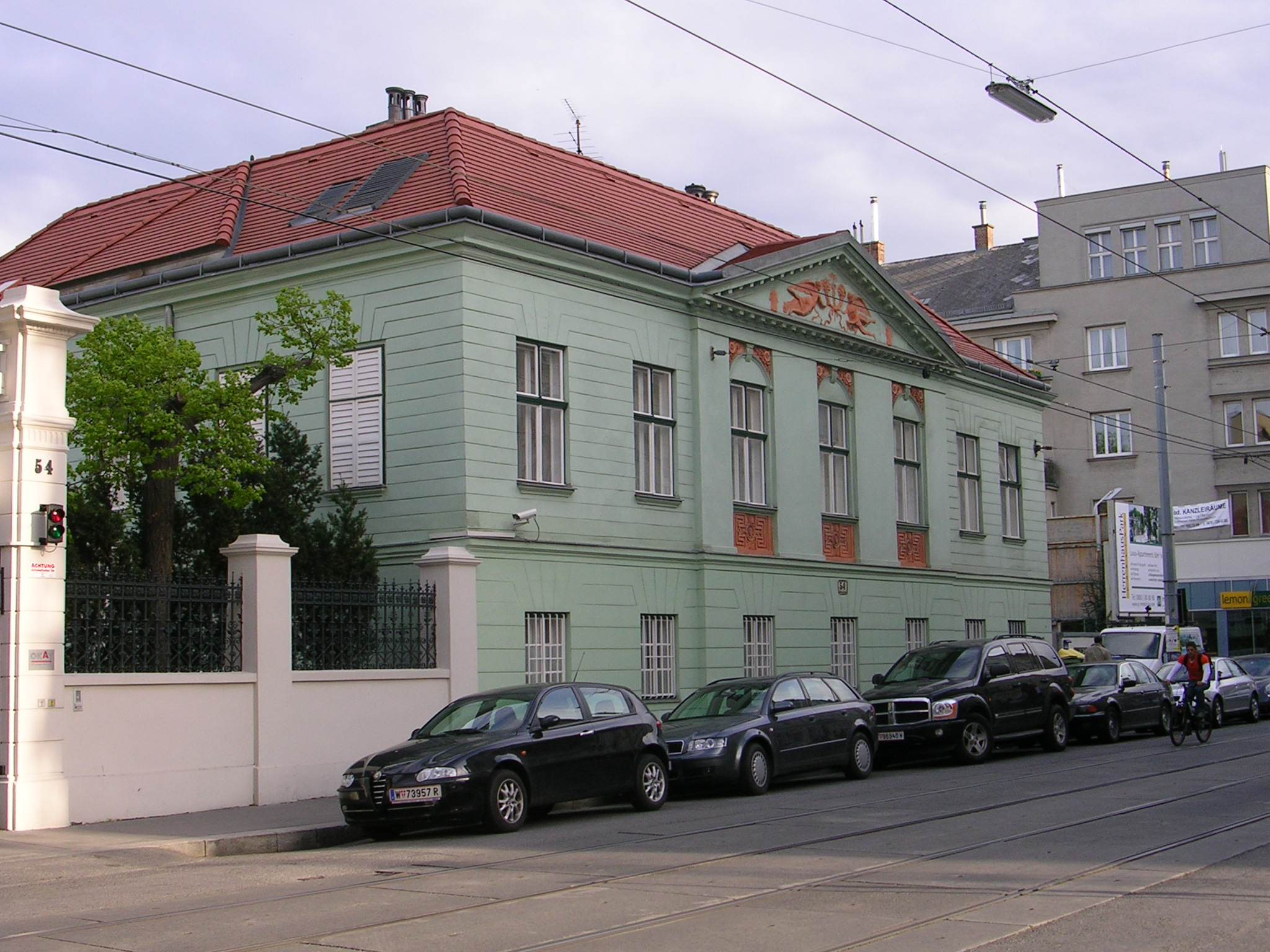
Herrenhaus-Kellerei

Die Herrenhaus-Kellerei ist eine denkmalgeschützte, klassizistische Anlage aus dem Ende des 18. Jahrhunderts. Das Ensemble besteht aus zwei gleichförmig gestalteten, zweigeschoßigen kubischen Bauten mit Walmdächern, Pfeilerzaun und Tor aus dem 19. Jahrhundert sowie Kelleranlagen. Die Fassaden sind durch Reliefs von Genien mit Füllhörnern geschmückt.

### Nr. 56, 58, 60, 62 Secessionistische Miethäuser
Die secessionistischen Miethäuser zwischen der Radlmayergasse und der Osterleitengasse entstanden zwischen 1905 und 1909 nach Plänen verschiedener Architekten. Zunächst wurde das Haus Nr. 62 zwischen den Jahren 1905 und 1906 nach Plänen der Architekten Eugen und Árpád Mogyorósy mit strukturiertem Vestibül, gewölbtem Gang und Wohnungstüren mit farbigen Bleiglaseinsätzen errichtet. Danach entstand 1907 nach Plänen von Alexander Neumann das Haus Nr. 56 sowie 1909 das Haus Nr. 60. Die Miethäuser bilden einen geschlossenen Verband und verfügen teilweise über Reliefdekor sowie Attika- und Dachaufsätze.

### Nr. 57 Miethaus

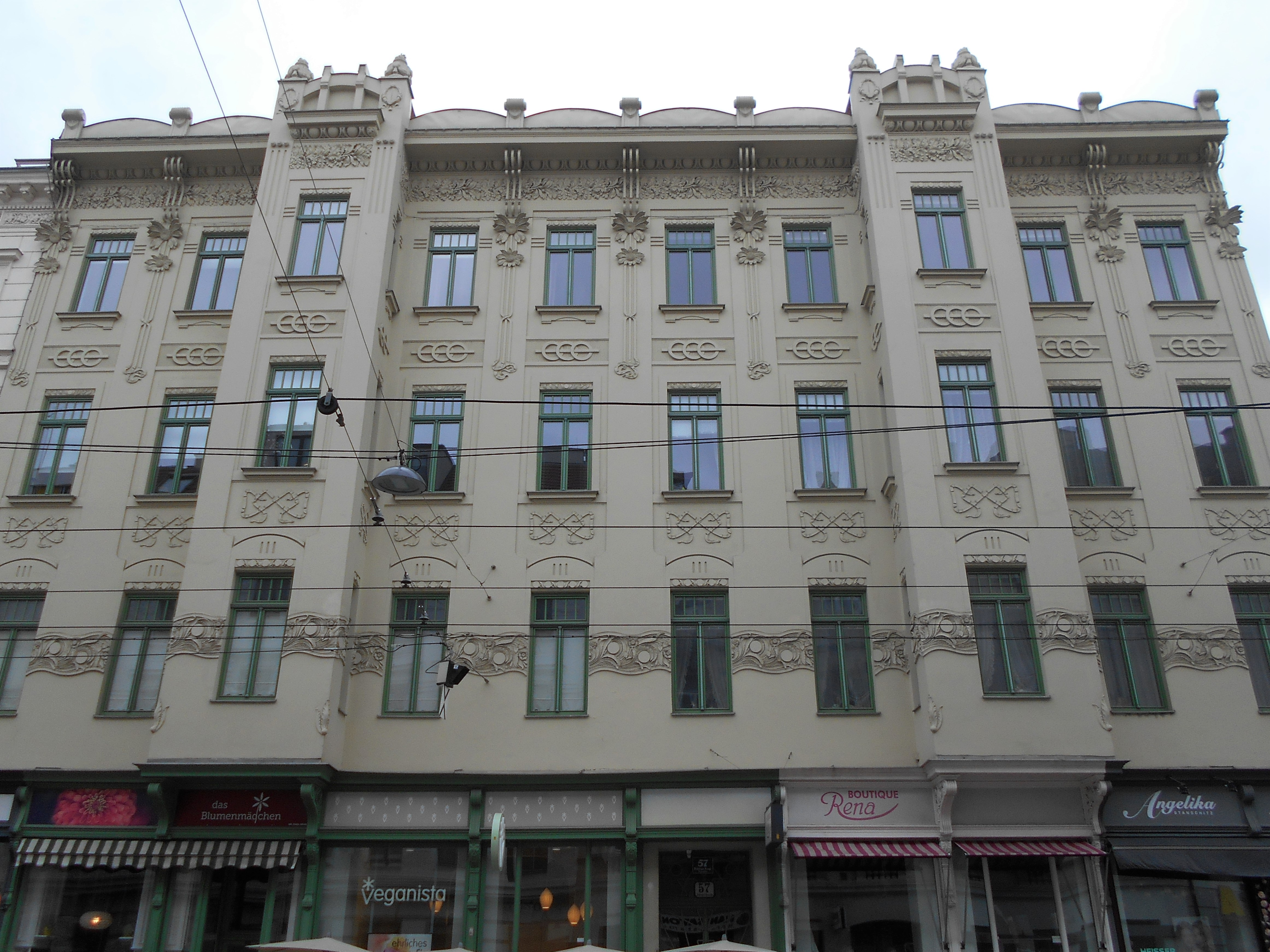
Haus Nr. 57

Das secessionistische Miethaus entstand im Jahr 1903 nach Plänen von Franz Quidenus. Quidenus gestaltete das Bauwerk mit einem Traufgesims und durchstoßenden Erkern sowie flachen floralen und geometrischem Reliefdekor. Als weiteres Gestaltungselement wählte der Architekt einen dekorativen Traufenaufsatz. An dem Miethaus sind zum Teil die originalen Ladenfronten erhalten.

### Nr. 59–61 Vorstadthäuser
Die beiden biedermeierlichen Vorstadthäuser entstanden ebenso wie das gegenüberliegende Haus Nr. 64 um 1840. Die beiden Häuser wurden zweigeschoßig ausgeführt, wobei das Haus Nr. 59 mit einer frühhistoristischen Fassade ausgestattet wurde. Auf dem Haus Nr. 61 befindet sich eine Gedenktafel für den Musiker Ferdinand Großmann. Beide Häuser besitzen Pawlatschen.

### Nr. 70 Karakotsch-Hof

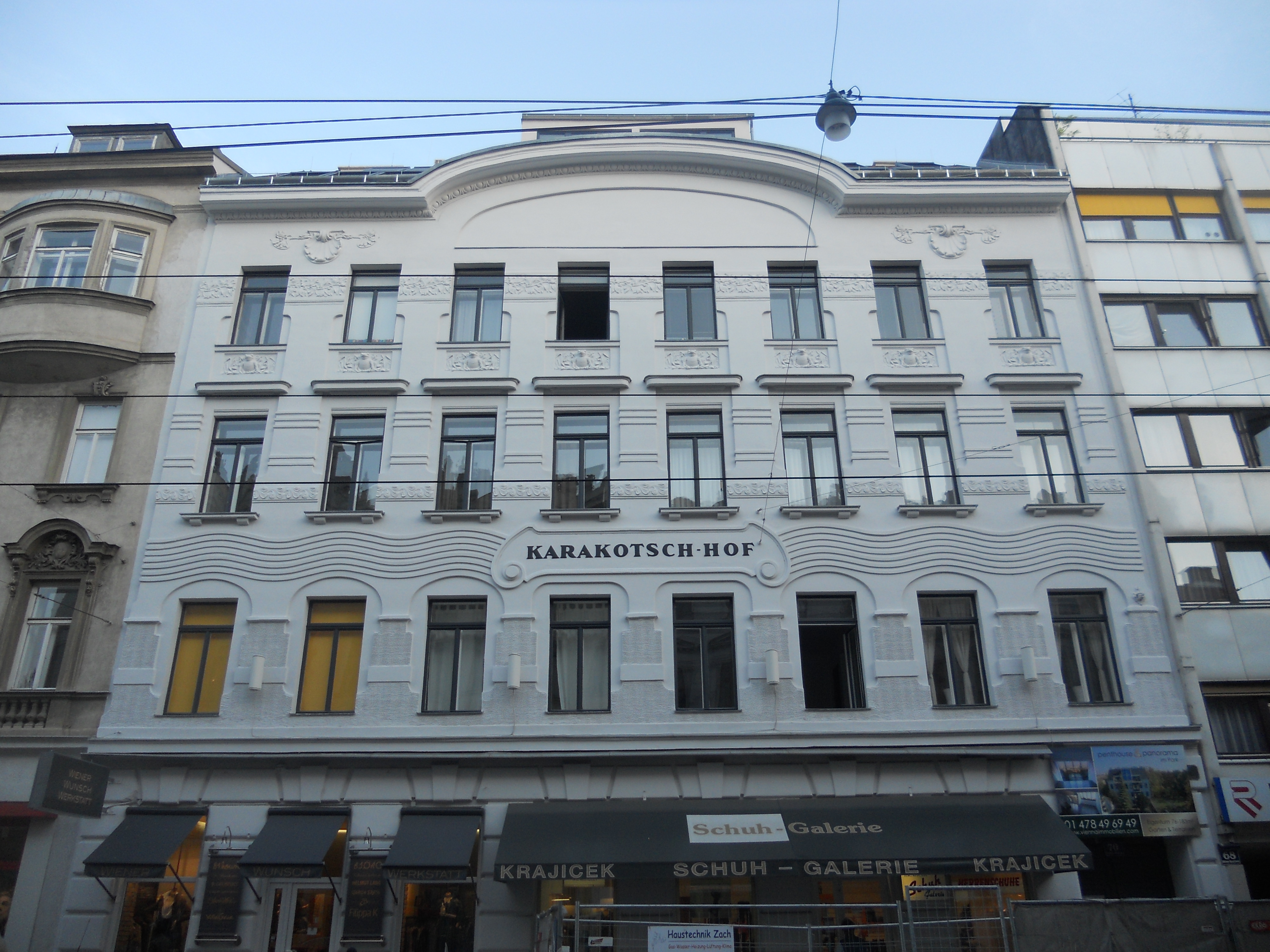
Der Karakotsch-Hof

Der Karakotsch-Hof ist ein secessionistisches Miethaus aus dem Jahr 1905, das nach Plänen des Architekten Adolf Langer errichtet wurde. Die flache Fassade wurde mittels geometrischen Ornamente gegliedert. Des Weiteren geben die Parapet- und Vestibülreliefs, die Frösche und Fische zeigen, einen Hinweis darauf, dass sich hier einst das Oberdöblinger Bad befand. Als weitere Ausstattungsmerkmale haben sich schmiedeeiserne Treppengeländer, originale Wohnungstüren mit Reliefmedaillons sowie Holzveranden im hinteren Gebäudeteil erhalten.

### Nr. 76 Casino Zögernitz

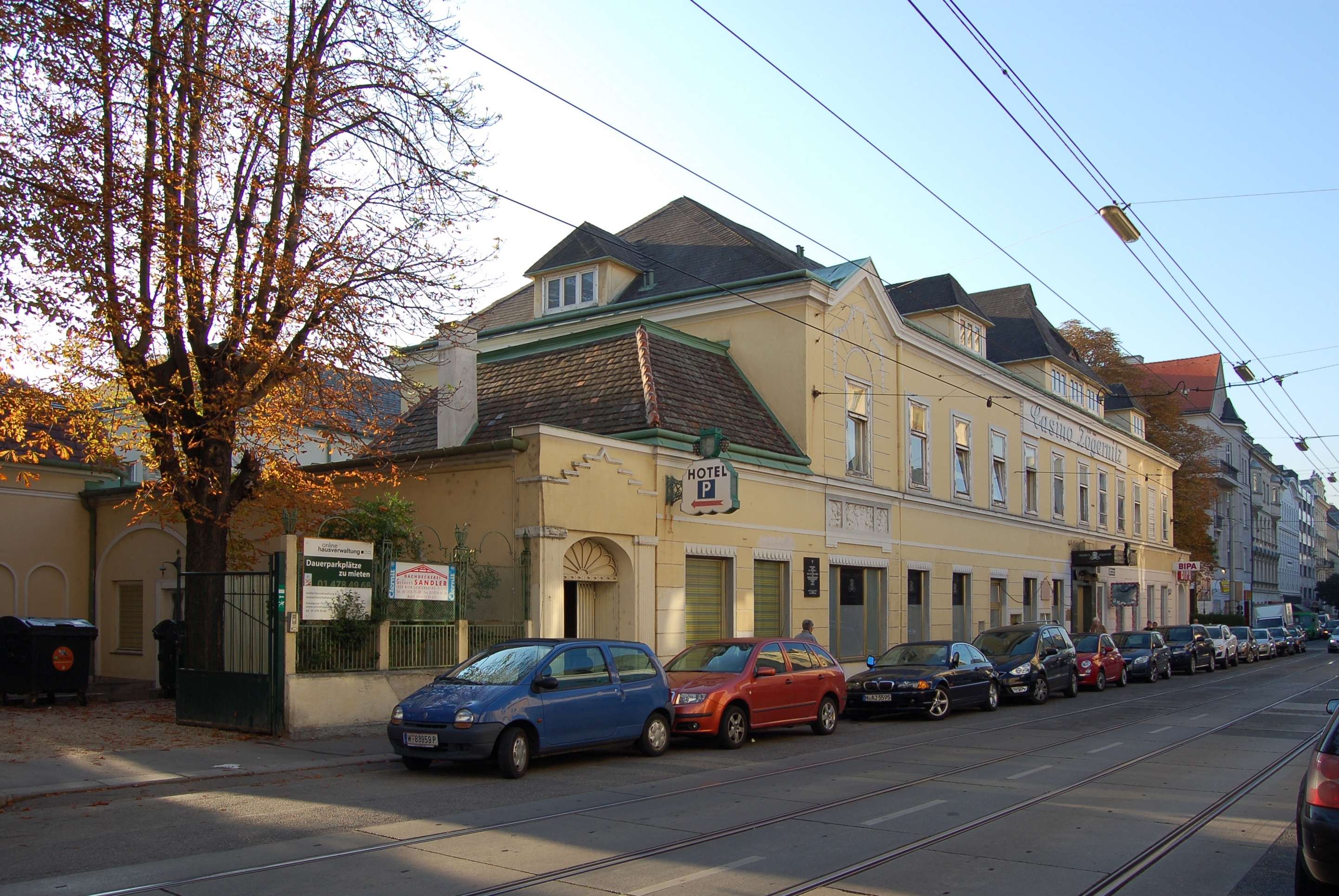
Casino Zögernitz von Norden

Das ehemalige Casino Zögernitz wurde ab 1835 von Baumeister Benedikt Schegar (1801–1861) für den Gastwirt Ferdinand Zögernitz († 1855) errichtet und am 21. Juni 1837 eröffnet. Der mehrfach erweiterte Komplex besitzt eine zweigeschoßige schlichte Biedermeierfassade, die 1913 von Johann Riedel neu gestaltet wurde. Die Fassade besitzt ein genutetes Erdgeschoß und eine übergiebelte Seitenachse mit Puttenfries. Im nördlichen Gebäudeteil war ab 1927 ein Gastsaal untergebracht, südlich befindet sich das ehemalige Kaffeehaus. Im Inneren des seit 2008 zur Gänze denkmalgeschützten Gebäudes haben sich zwei spätklassizistische Räume enthalten, dahinter befindet sich der Casinosaal, in dem Johann Strauss Vater und Sohn sowie Josef Lanner Konzerte abhielten.

### Nr. 82 Vorstadthaus
Das Vorstadthaus entstand in der ersten Hälfte des 19. Jahrhunderts, könnte jedoch einen älteren Kern besitzen. Das zweigeschoßige, biedermeierliche Gebäude besitzt einen Mittelbalkon und im Erdgeschoß eine Blendpfeilerarkatur sowie originale Torbeschläge.

### Nr. 83 Johann Nepomuk-Kapelle
Die Johann Nepomuk-Kapelle ist eine ehemalige Kapelle des Klosters der Schwestern vom armen Kinde Jesu, die zwischen 1726 und 1739 als Privatkapelle errichtet worden war. Im Zuge der Josephinischen Reformen wurde die Kapelle 1785 geschlossen und in der Folge als Lagerraum genutzt. Nach 1794 wurde das Kirchlein wieder geweiht und neu eingerichtet. Nachdem die Kapelle in der Folge als erster Döblinger Theatersaal verwendet worden war, erfolgte 1861 die neuerliche Weihe der Kapelle durch die Schwestern vom armen Kinde Jesu. Nach dem Neubau der Klosterkirche wurde in der Kapelle eine Decke eingezogen und die beiden entstandenen Räume als Versammlungsraum bzw. Speisesaal verwendet.

### Nr. 87–93
Der Emil-Reich-Hof besteht aus vier Baublöcke mit fünf Stiegen, wobei die äußeren Gebäude direkt an die Nachbargebäude anschließen. Als markantes Kunstwerk am Gemeindebau dient das Eckmosaik „Darstellungen von der Römerzeit bis zum 19. Jahrhundert“ sowie eine Plastik eines jungen, tanzenden Paares in der Wohnhausanlage. Die Wohnhausanlage, die zwischen 1955 und 1957 entstand, wurde nach dem Literaturwissenschaftler und Autor sowie Kunstmäzen und Gründer von Volkshochschulen Emil Reich benannt.

### Nr. 92–94 Vorstadthäuser

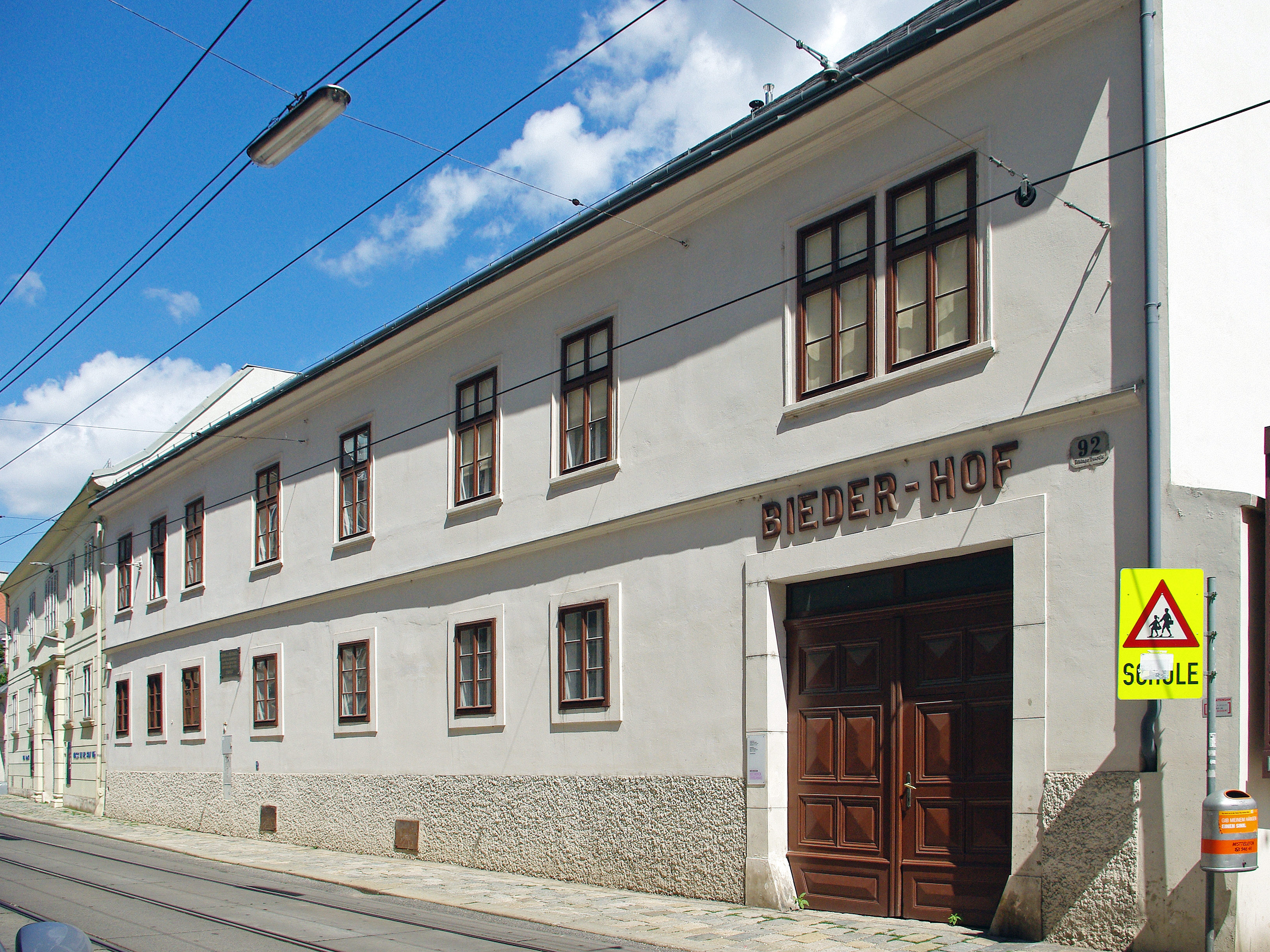
Biedermeierlicher Biederhof

Die beiden zweigeschoßigen Vorstadthäuser aus josephinischer Zeit entstanden im letzten Viertel des 18. Jahrhunderts, wobei das Gebäude Nr. 92 als Biederhof bzw. als Eroicahaus bezeichnet wird. Das veränderte Vorstadthaus dient als Beethoven-Gedenkstätte und besitzt im Hoftrakt ein hölzernes Salettl sowie Schmiedeeisenkandelaber aus dem 19. Jahrhundert. Das Haus Nr. 94 wurde mit einer genuteten Erdgeschoßfassade und einer Rundbogeneinfahrt mit Ädikularrahmung ausgestattet. Des Weiteren haben sich originale Torbeschläge erhalten. An Eduard von Bauernfeld, der hier starb, erinnert eine Gedenktafel.

### Nr. 96 Villa Wertheimstein
Die Villa Wertheimstein war bis 1833 in Klosterbesitz und wurde zwischen 1834 und 1835 zu einer biedermeierlichen Villa umgebaut. Nach dem Tod des Besitzers erwarben Leopold und Josephine von Wertheimstein den Besitz, woraufhin der Salon Wertheimstein, ein Treffpunkt liberaler Persönlichkeiten Wiens entstand. Neben der Villa, die heute das Döblinger Bezirksmuseum beherbergt, befindet sich der Wertheimsteinpark, der aus dem Privatpark der Villa hervorging.

## Galerie

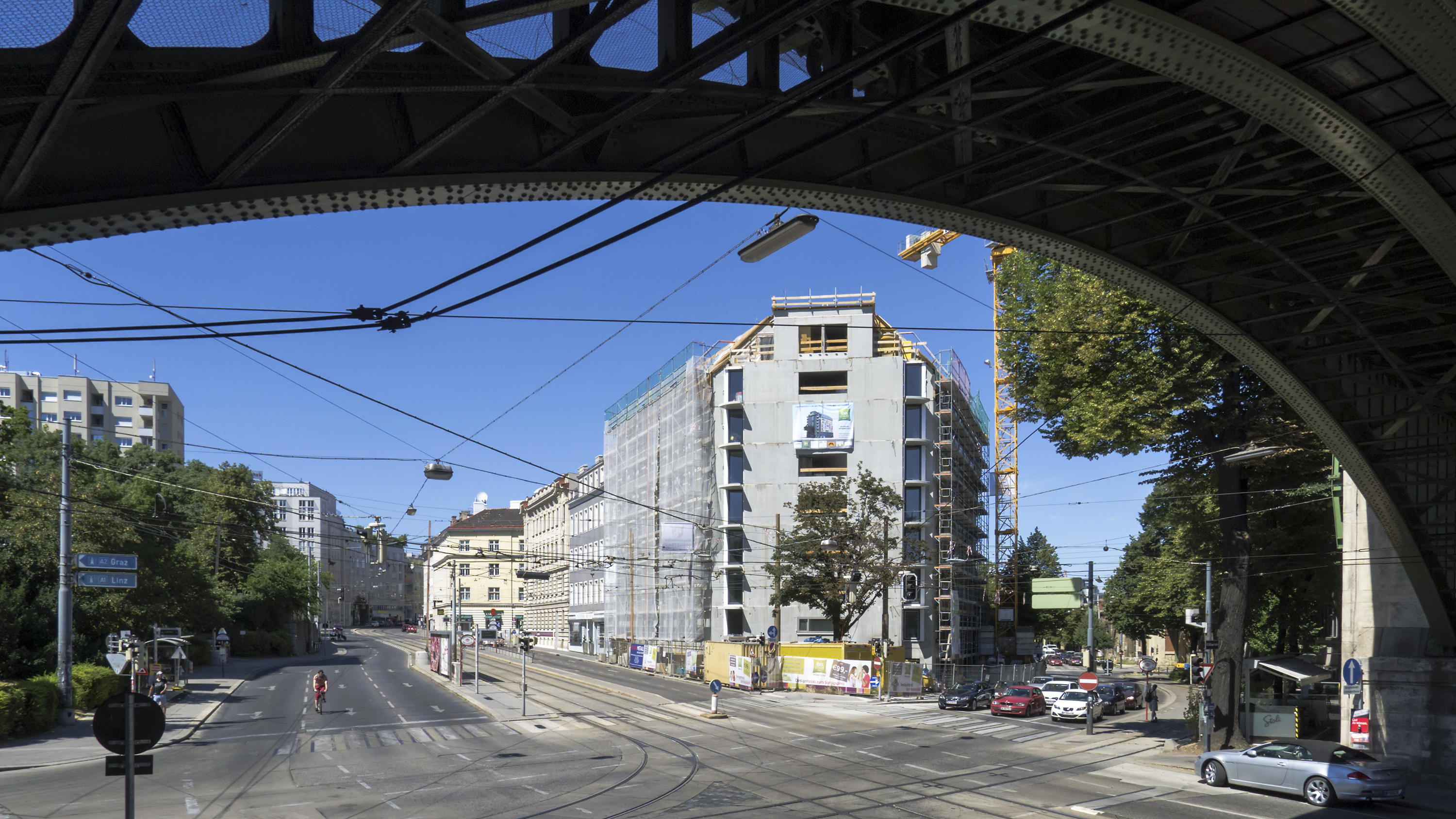
Der Beginn der Straße beim Gürtel
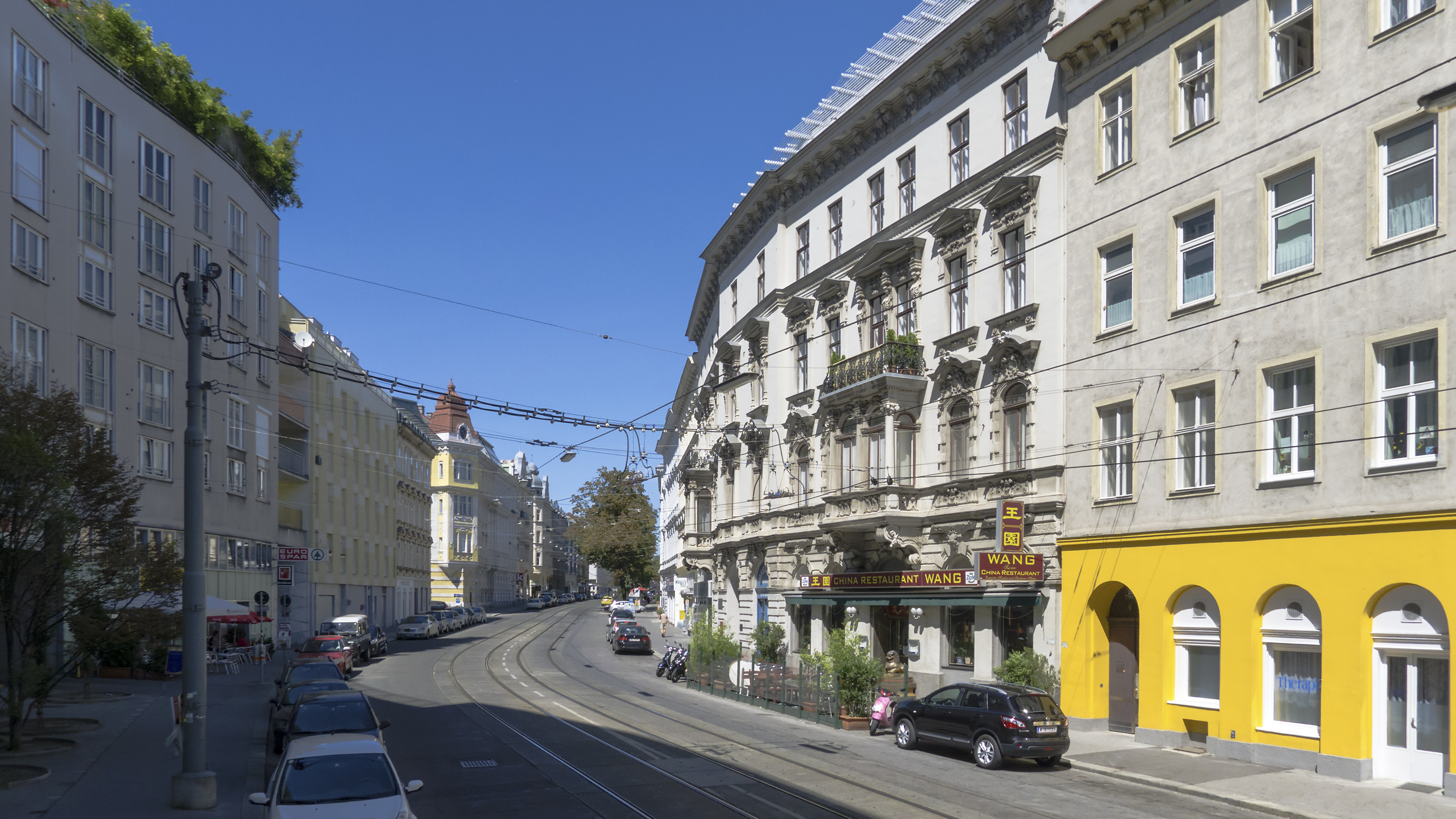
Bei Nr. 7
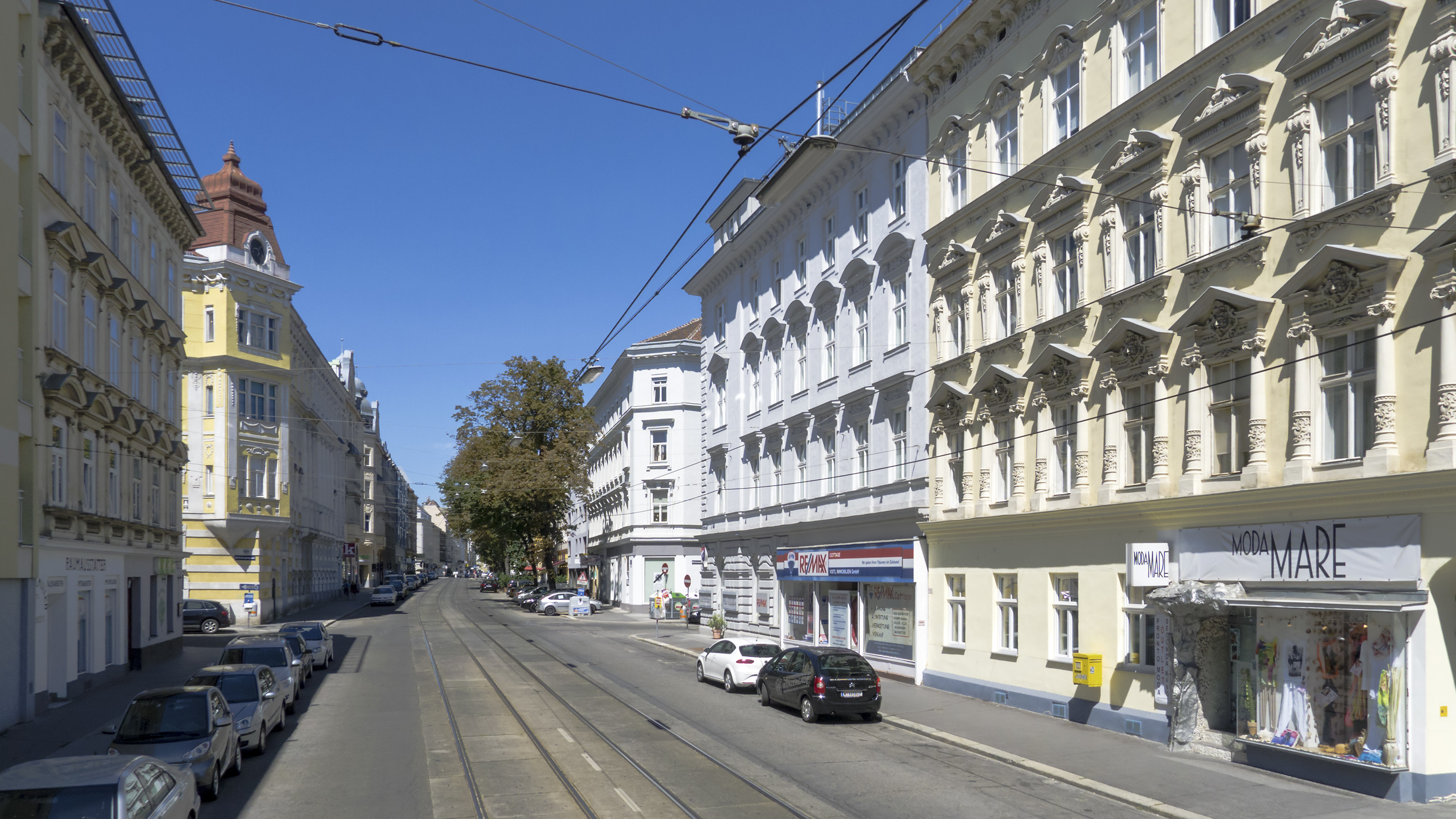
Bei Nr. 26
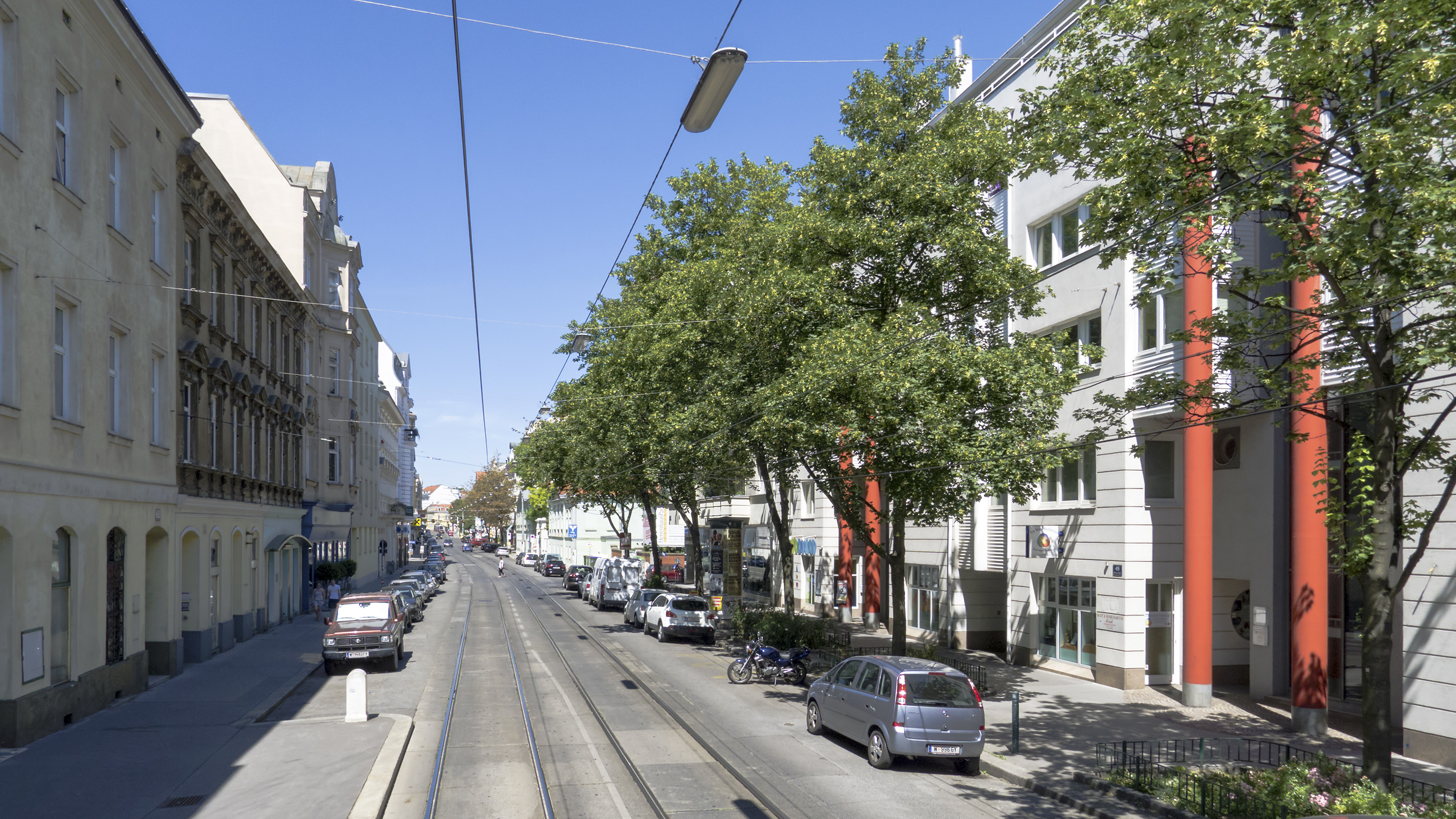
Bei Nr. 46
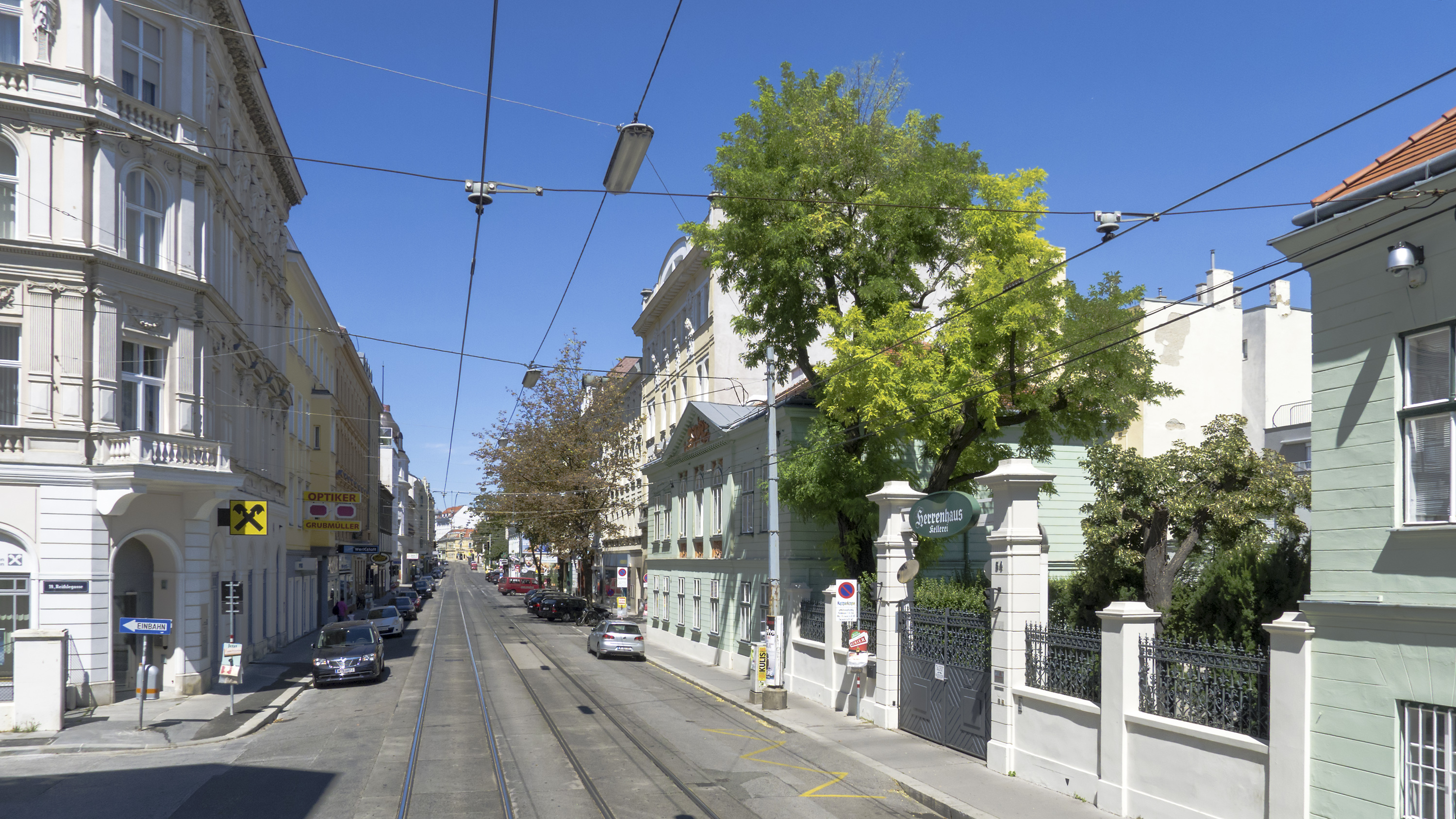
Bei der Reithlegasse, Herrenhaus-Kellerei
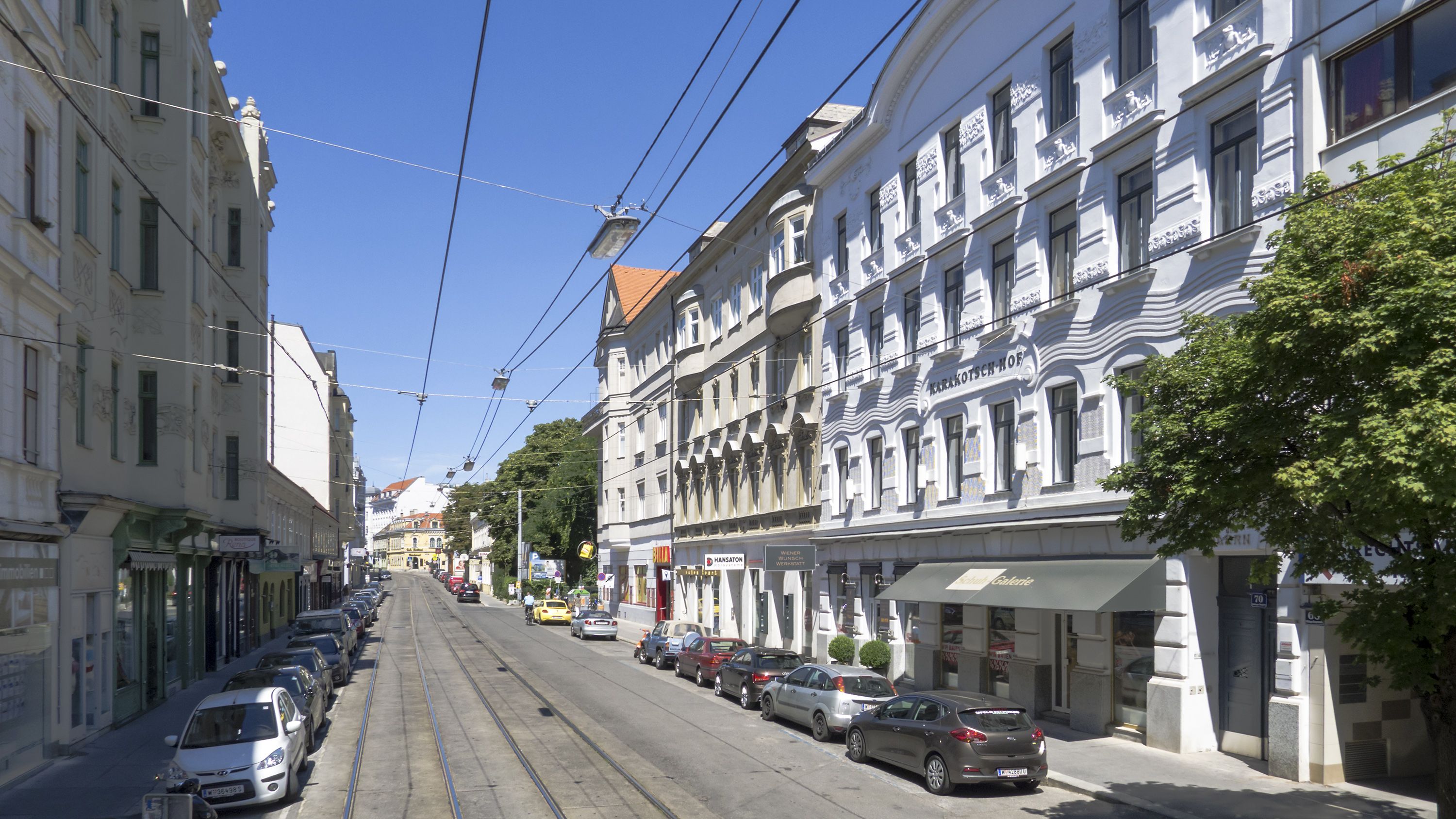
Bei Nr. 55, Karakotsch-Hof
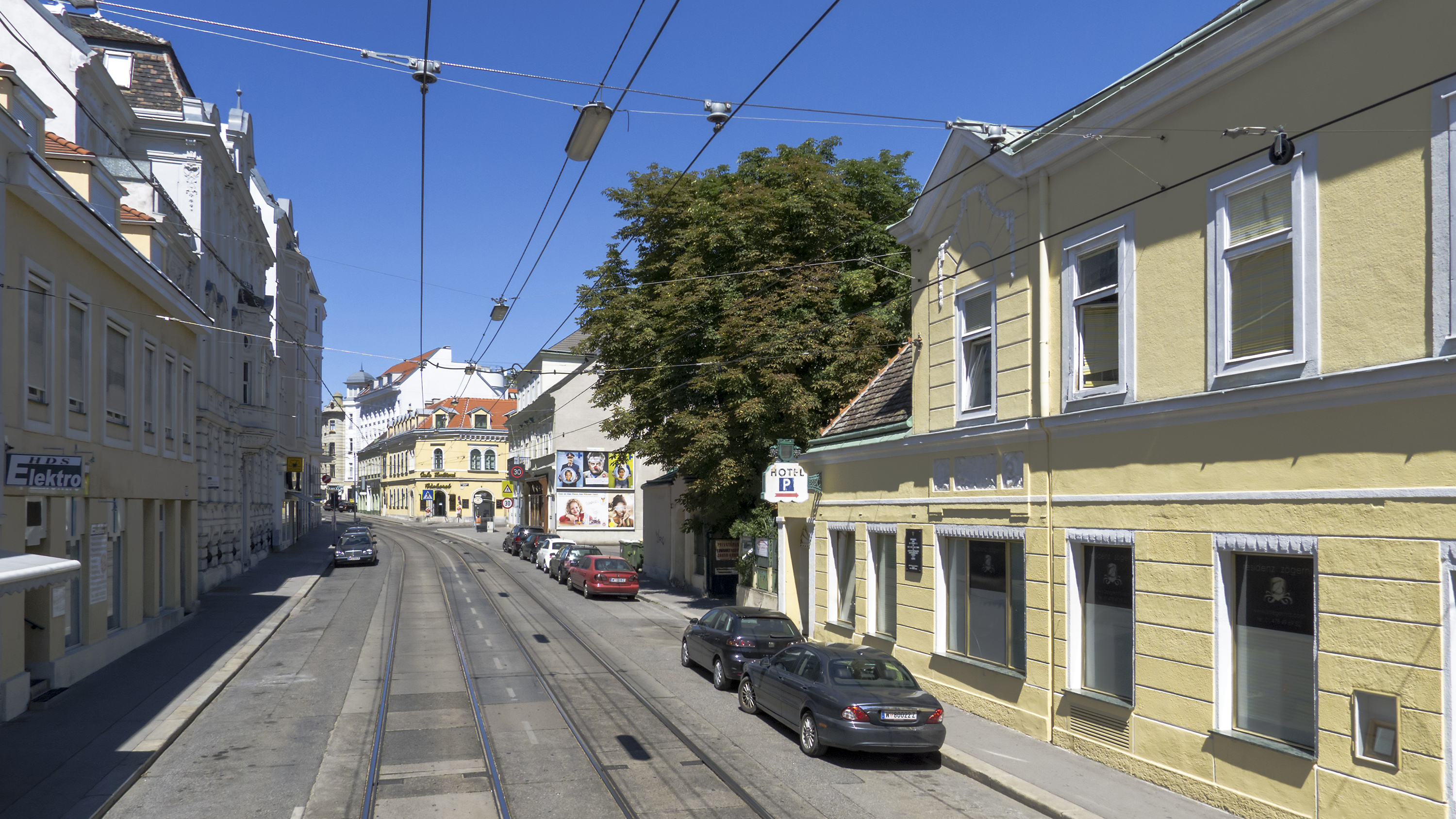
Bei Nr. 76
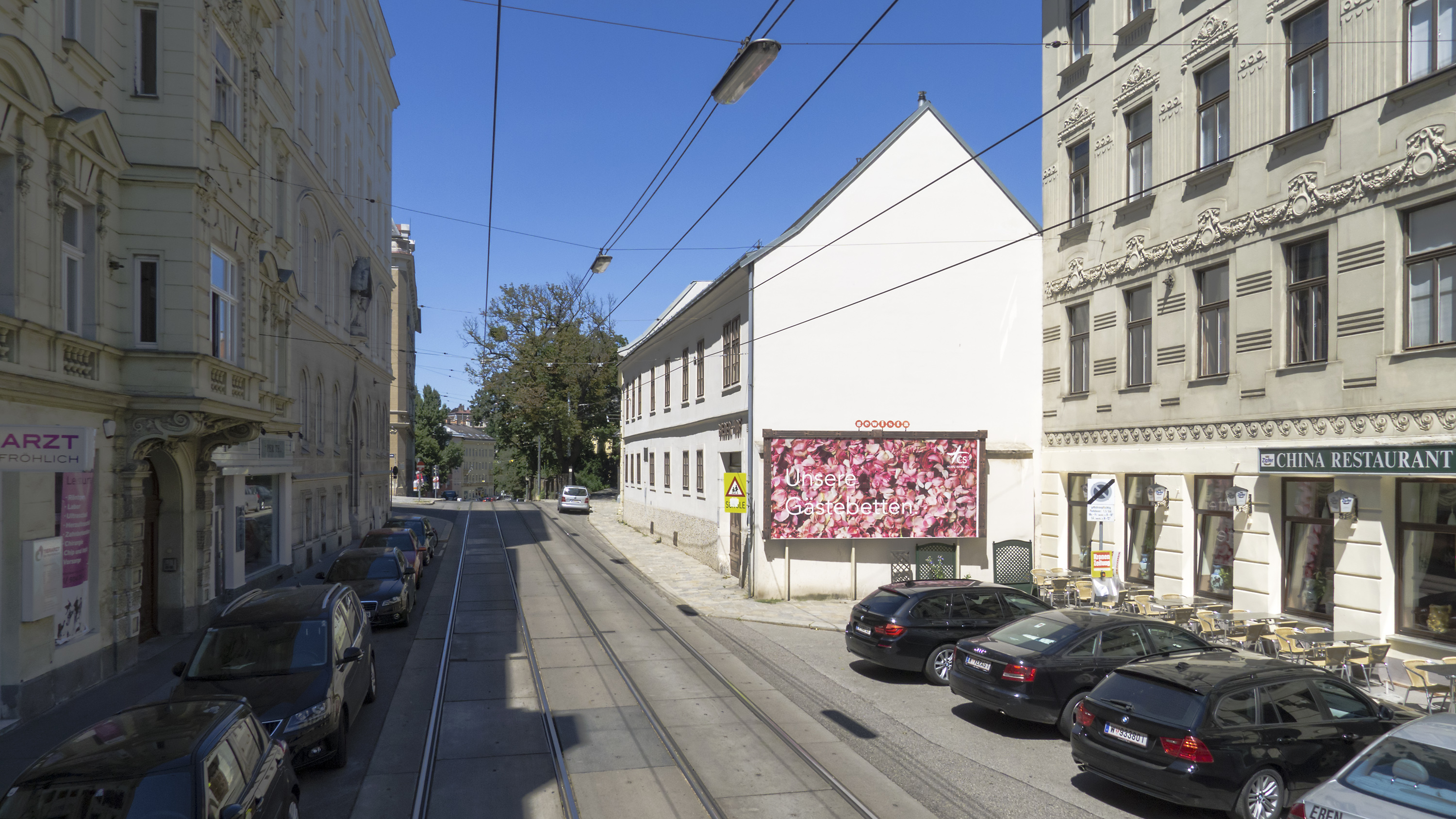
Bei Nr. 92, „Eroicahaus“
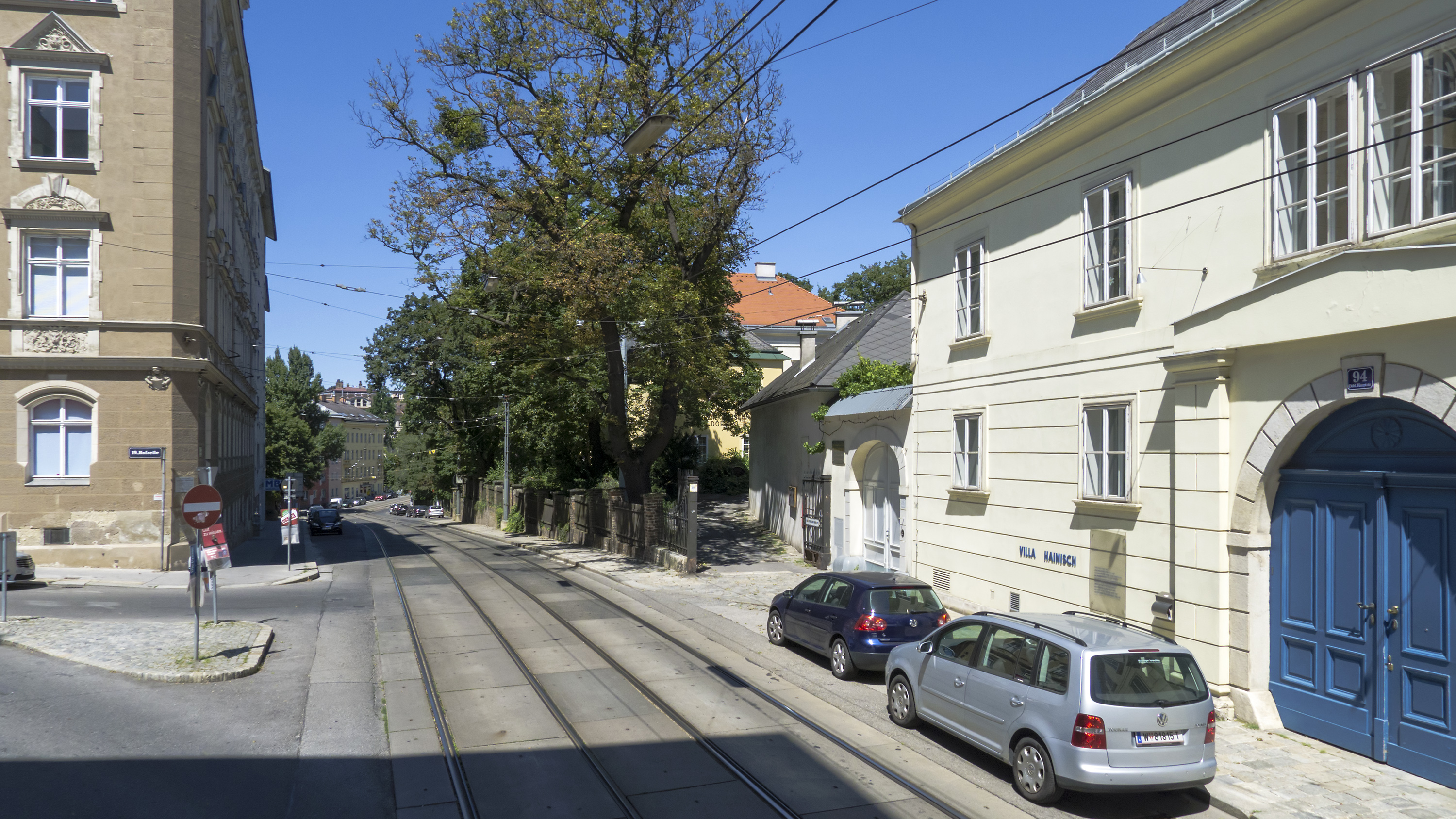
Bei der Hofzeile, Villa Hainsch
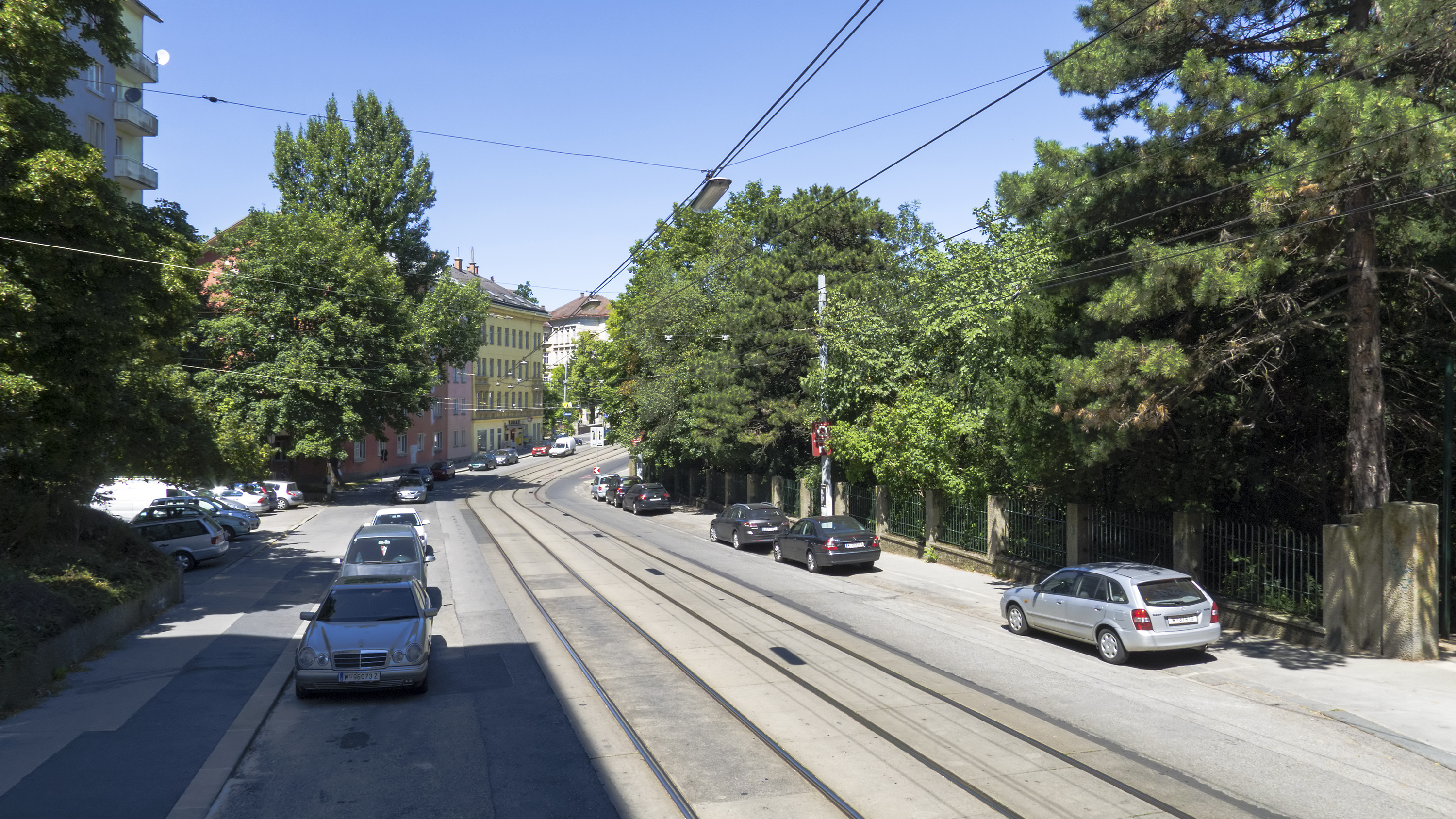
Bei Nr. 93, rechts der Wertheimsteinpark